# Angel Wagenstein

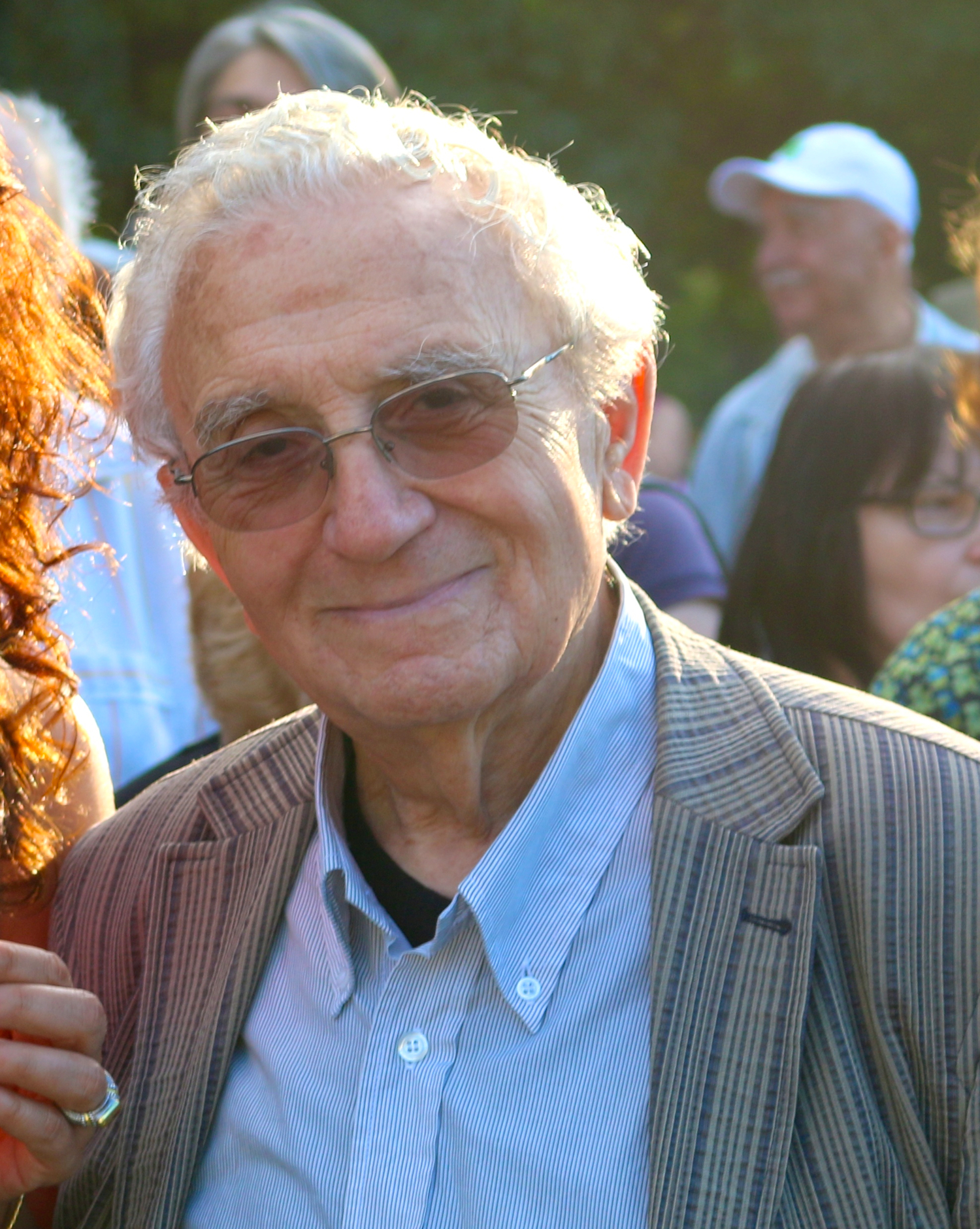
Angel Wagenstein (Mai 2015)

Angel Wagenstein (bulgarisch Анжел Вагенщайн; * 17. Oktober 1922 in Plowdiw; † 29. Juni 2023 in Sofia) war ein bulgarischer Romancier, Drehbuchautor und Dokumentarfilmer.

## Leben
Angel Wagenstein wurde als sephardischer Jude im bulgarischen Plowdiw geboren und wuchs in Paris auf. Seine Familie war aus politischen Gründen ausgewandert. Wagenstein kehrte nach Bulgarien zurück und kämpfte während des Zweiten Weltkrieges als Partisan im antifaschistischen Widerstand, wurde verraten, verhaftet und zum Tode verurteilt. Wegen des Bombardements auf Sofia wurde er verlegt und das Urteil wurde aufgrund des Vormarsches der Roten Armee nicht vollstreckt.
Nach dem Krieg studierte er Filmdramaturgie an der Hochschule für Filmkunst in Moskau. Er arbeitete mit namhaften Regisseuren zusammen wie Konrad Wolf und Wolfgang Staudte und drehte für den SFB Dokumentarfilme u. a. aus Vietnam. Sein Film Sterne wurde 1959 für den Wettbewerb der Filmfestspiele Cannes ausgewählt und gewann den Preis der Jury. Die Internationalen Filmfestspiele Moskau verliehen dem Film Goya, Regie Konrad Wolf, zu dem Wagenstein das Drehbuch geschrieben hatte, 1971 den Spezialpreis der Jury. Wagenstein war ein brillanter Interpret des Jüdischen Witzes.
Er war einer der namhaften Akteure des Umsturzes von 1989, u. a. als Hauptorganisator der Großkundgebung am 18. November 1989 in Sofia, die das Ende des bulgarischen Staatssozialismus einleitete.
Nicht nur wegen des Niedergangs der bulgarischen Filmindustrie nach 1989 entwickelte er sich zu einem renommierten Romancier, der besonders in Frankreich starke Beachtung fand. Wagenstein legte großen Wert darauf, die Geschichte der Juden in Europa zu thematisieren: Auf Deutsch erschienen bislang der Roman Pentateuch oder Die fünf Bücher Isaaks (1999) und Leb wohl, Shanghai (2010); 2004 wurde er mit dem Jean-Monnet-Preis der europäischen Literatur ausgezeichnet. Noch nicht ins Deutsche übersetzt, aber bereits in Frankreich 2003 mit dem „Alberto Benveniste“-Preis für Literatur Sepharade prämiert, wurde der Roman Abraham le Poivrot (Loin de Tolède).

## Biografie
Über das Leben von Angel Wagenstein drehte die US-amerikanische Regisseurin Andrea Simon den Dokumentarfilm Angel Wagenstein: Art is a Weapon (USA/Bulgarien, 85 Minuten; OmU; 2017). Er lief auf mehreren Filmfestivals.

## Wagenstein als Interpret Jüdischen Witzes
„Eines Abends fing Angel Wagenstein an, in der Hotelhalle jüdische Witze zu erzählen. Weiß der Teufel, wie der bescheidene und zurückhaltend Mann darauf gekommen war, aber er fing damit eben an, und als er damit angefangen hatte, konnte er nicht mehr aufhören, und daran waren vor allem seine Zuhörer schuld.“
Als bald der Morgen graute, fragte einer aus der unermüdlichen Runde: „Das war wunderbar! Kennen Sie eigentlich nur jüdische Witze oder auch andere?“ Darauf Wagenstein: „Natirlich auch andere … Mechten Sie vielleicht italienische Witze heren? Zum Schluss“. Der erste italienische Witz begann mit dem klassischen Satz: „In Rom treffen sich zwei Juden.“

## Drehbücher (Auswahl)
- 1951: Alarm (Тревога) – Regie: Sachari Schandow
- 1952: Наша земя – Regie: Anton Marinowitsch und Stefan Sartschadschiew
- 1954: Helden des September / Der große September (Септемврийци) – Regie: Sachari Schandow
- 1956: Liebe, Auto und Musik (Две победи) – Regie: Borislaw Scharaliew
- 1956: Adams Rippe (Ребро Адамово) – Regie: Anton Marinowitsch
- 1958: Die große Versuchung (Законът на морето) – Regie: Jakim Jakimow
- 1959: Sterne – Regie: Konrad Wolf
- 1962: Двама под небето – Regie: Borislaw Scharaliew
- 1965: Chronik eines Mordes – Regie: Joachim Hasler
- 1966: Der kleine Prinz (TV) – Regie: Konrad Wolf
- 1968: Heimlichkeiten – Regie: Wolfgang Staudte
- 1970: Aesop (Езоп) – Regie: Rangel Waltschanow
- 1971: Goya – Regie: Konrad Wolf
- 1972: Eolomea – Regie: Herrmann Zschoche
- 1976: Attentat in der Kathedrale (Допълнение към закона за защита на държавата) – Regie: Ljudmil Stajkow
- 1977: Sterne in den Haaren, Tränen in den Augen (Звезди в косите, сълзи в очите) – Regie: Iwan Nitschew
- 1985: Boris I. (Борис Първи) – Regie: Borislaw Scharaliew
- 1986: Ufer im Nebel (Мъгливи брегове) – Regie: Julij Karasik
- 1996: Shanghai 1937 (TV) – Regie: Peter Patzak